# Arenillas
Template:Nta disambigua
Arenillas è un comune spagnolo di 46 abitanti situato nella comunità autonoma di Castiglia e León.